# نیروی موشکی ارتش آزادی‌بخش خلق
نیروی موشکی ارتش آزادی‌بخش خلق (PLARF) با نام پیشین سپاه دوم توپخانه، نیروی موشکی استراتژیک و تاکتیکی جمهوری خلق چین است. این نیرو، چهارمین شاخه نظامی از ارتش آزادی‌بخش خلق (PLA) است و زرادخانهٔ موشک‌های بالستیک زمینی چین، اعم از هسته‌ای و متعارف را کنترل می‌کند. این نیرو، در ۱ ژوئیهٔ ۱۹۶۶ تأسیس شد و اولین حضور عمومی خود را در ۱ اکتبر ۱۹۸۴ نشان داد. مقر اصلی این نیرو در پکن واقع شده و تحت فرماندهی مستقیم کمیسیون نظامی مرکزی چین (CMC) است.
در مجموع تخمین زده می‌شود که چین تا سال ۲۰۲۰ دارای ۳۲۰ کلاهک هسته‌ای باشد که تعداد نامعلومی از آن‌ها فعال و آماده استقرار هستند. در سال ۲۰۱۳، اطلاعات آمریکا تعداد موشک‌های قاره‌پیمای فعال چینی را بین ۵۰ تا ۷۵ موشک زمینی و دریایی تخمین زد. ارزیابی‌های اطلاعاتی جدیدتر در سال ۲۰۱۹ تعداد آن‌ها را حدود ۹۰ نشان داد که این تعداد، به سرعت در حال رشد است. نیروی موشکی ارتش چین، دارای حدود ۱۲۰٬۰۰۰ پرسنل و شش تیپ موشک بالستیک است. این شش تیپ به‌طور مستقل در مناطق مختلف نظامی در سراسر چین مستقر هستند.
نام این شاخهٔ نظامی، در ۱ ژانویه ۲۰۱۶ از سپاه دوم توپخانه به نیروی موشکی ارتش آزادی‌بخش خلق، تغییر یافت. علی‌رغم ادعاهای برخی، به نظر می‌رسد هیچ مدرکی وجود ندارد که نشان دهد نسل جدید زیردریایی‌های بالستیک چینی تحت کنترل این نیرو قرار خواهد گرفت.
طبق برآورد پنتاگون، این موشک‌ها شامل ۱۲۰۰ موشک بالیستیک کوتاه‌برد متعارف، ۲۰۰ تا ۳۰۰ موشک بالستیک میان‌برد متعارف و تعداد نامعلومی از موشک‌های بالستیک دوربرد متعارف و همچنین ۲۰۰ تا ۳۰۰ موشک کروز پرتاب‌شونده از زمین است. بسیاری از این تجهیزات، بسیار دقیق هستند که به آن‌ها اجازه می‌دهد اهداف را حتی بدون کلاهک هسته‌ای منهدم کنند.

## تاریخچه
در اواخر دههٔ ۱۹۸۰، چین سومین قدرت هسته‌ای بزرگ جهان بود و دارای نیروی راهبردی هسته‌ای کوچک اما توانمند، دارای حدوداً ۱۰۰ تا ۴۰۰ جنگ‌افزار هسته‌ای بود. از اواخر دههٔ ۱۹۷۰، چین طیف کاملی از تسلیحات هسته‌ای را مستقر کرد و به قابلیت حمله دوم هسته‌ای دست یافت. نیروی هسته‌ای نظامی چین توسط نیروی موشکی استراتژیک با ۱۰۰٬۰۰۰ نفر پرسنل، مستقیماً توسط ستاد مشترک ارتش خلق چین، اداره و کنترل می‌شد.
چین در اواخر دههٔ ۱۹۵۰ با کمک شوروی شروع به توسعه جنگ‌افزارهای هسته‌ای کرد. پس از شکاف چینی-شوروی در اواخر دههٔ ۱۹۵۰ و اوایل دههٔ ۱۹۶۰، اتحاد جماهیر شوروی از برنامه‌ها و ارسال داده‌های مربوط به بمب هسته‌ای به چین، خودداری کرد، توافقنامه انتقال فناوری نظامی و هسته‌ای را لغو کرد و خروج مستشاران شوروی را در سال ۱۹۶۰ آغاز کرد. علی‌رغم قطع کمک‌های شوروی، چین توسعه سلاح‌های هسته‌ای را ادامه داد تا «انحصار ابرقدرت‌ها در سلاح‌های هسته‌ای» را بشکند، امنیت ملی چین را در برابر تهدیدات شوروی و آمریکا تضمین کند، و اعتبار و قدرت چین را در سطح بین‌المللی افزایش دهد.
چین در دههٔ ۱۹۶۰ در زمینهٔ تولید تسلیحات هسته‌ای، پیشرفت سریعی داشت. در یک دورهٔ ۳۲ ماهه، چین نخستین بمب اتمی خود را در ۱۶ اکتبر ۱۹۶۴ در لوپ نور با موفقیت آزمایش کرد، نخستین موشک هسته‌ای چین در ۲۷ اکتبر ۱۹۶۶ پرتاب شد و نخستین بمب هیدروژنی چین نیز در ۱۴ ژوئن ۱۹۶۷ منفجر شد. استقرار موشک بالیستیک کوتاه‌برد متعارف دانگ‌فنگ-۱ و موشک بالستیک میان‌برد دان‌فنگ-۲ (CSS-1) در دههٔ ۱۹۶۰ رخ داد. موشک بالیستیک میان‌برد دانگ فنگ-۳ (CCS-2) در سال ۱۹۶۹ با موفقیت آزمایش شد. اگرچه انقلاب فرهنگی چین برنامه جنگ‌افزار کشتارجمعی و استراتژیک چین را کمتر از سایر بخش‌های علمی و آموزشی در چین مختل کرد، اما در سال‌های بعد، کاهشی در توسعهٔ موشکی این کشور، رخ داد.
استان گانسوی چین، میزبان یک منطقهٔ نظامی پرتاب موشک بود. چین ۹ فروند هواگرد شناسایی لاکهید یو-۲ را در این منطقه منهدم کرد. دو فروند از آن‌ها نیز، هنگام تلاش برای جاسوسی از این منطقه ناپدید شدند.
در دههٔ ۱۹۷۰، برنامه تسلیحات هسته‌ای چین، شاهد توسعه موشک‌های بالستیک میان‌برد، دوربرد و موشک‌های بالستیک قاره‌پیما و ایجاد یک نیروی بازدارنده بود. چین به استقرار موشک‌های میان‌برد ادامه داد، استقرار دانگ‌فنگ-۳ را آغاز و آن را با موفقیت آزمایش کرد و استقرار دانگ‌فنگ-۴ (CSS-4) را نیز با بُرد محدود آغاز کرد.
تا سال ۱۹۸۰، چین بر کندی توسعه هسته‌ای ناشی از انقلاب فرهنگی چین غلبه کرد و در برنامه تسلیحات استراتژیک خود به موفقیت‌هایی دست یافت. در سال ۱۹۸۰، چین با موفقیت موشک دوربرد خود، دانگ‌فنگ-۵ (CCS-4) را آزمایش کرد. این موشک از مرکز چین به سمت اقیانوس آرام غربی پرواز کرد و در آن‌جا توسط یک تیم ویژه از نیروی دریایی چین، بازیابی شد. دانگ‌فنگ-۵ توانایی هدف قرار دادن اهدافی در غرب اتحاد جماهیر شوروی و ایالات متحده را دارا بود.
در سال ۱۹۸۱ چین سه ماهواره را از یک پرتابگر به مدار زمین پرتاب کرد که نشان می‌داد چین ممکن است دارای فناوری توسعه هدف‌گیری مستقل چندگانه (MIRV) باشد. چین همچنین زیردریایی نوع 092 SSBN (کلاس Xia) را در سال ۱۹۸۱ عملیاتی کرد و سال بعد، پرتاب موفقیت‌آمیز آزمایشی موشک بالستیک ژولانگ-۲ (CSS-NX-4) را انجام داد.
علاوه بر توسعهٔ یک نیروی هسته‌ای مبتنی بر دریا، چین شروع به بررسی توسعه سلاح‌های هسته‌ای تاکتیکی کرد. تمرینات نیروهای مسلح چین، استفادهٔ شبیه‌سازی شده از سلاح‌های هسته‌ای تاکتیکی در موقعیت‌های تهاجمی و تدافعی را از سال ۱۹۸۲ آغاز کرد. گزارش‌های مربوط به در اختیار داشتن تسلیحات هسته‌ای تاکتیکی توسط چین در سال ۱۹۸۷ تأیید نشده بود.
در سال ۱۹۸۶ چین دارای یک نیروی بازدارنده مؤثر با بهره‌گیری از نیروهای زمینی، دریایی و هوایی بود. نیروهای مستقر در زمین، شامل موشک‌های میان‌برد، دوربرد و قاره‌پیما بودند. نیروی استراتژیک مبتنی بر دریا متشکل از موشک‌های بالیستیک پرتاب از زیردریایی بود. بمب‌افکن‌های نیروی هوایی چین قادر به حمل بمب‌های هسته‌ای بودند، اما بعید به‌نظر می‌رسید که بتوانند به سیستم‌های دفاع هوایی پیشرفتهٔ قدرت‌های نظامی مُدرن نفوذ کنند.
رهبران چین متعهد شدند که ابتدا از تسلیحات هسته‌ای استفاده نکنند. آن‌ها اما اظهار داشته‌اند که در صورت استفاده از سلاح‌های هسته‌ای علیه چین، با سلاح‌های هسته‌ای خود، مقابله‌به‌مثل خواهند کرد.
موشک کروز دوربرد سی‌جِی-۱۰ برای نخستین بار در رژهٔ نظامی در شصتمین سالگرد تأسیس جمهوری خلق چین ظاهر شد. آن موشک، نشان‌دهندهٔ نسل جدید فناوری تسلیحات موشکی در نیروهای مسلح چین بود.
در اواخر سال ۲۰۰۹، گزارش شد که چین در حال ساخت تأسیساتی زیرزمینی به‌طول ۳٬۰۰۰–۵٬۰۰۰ کیلومتر (۱٬۹۰۰–۳٬۱۰۰ مایل) برای پرتاب و ذخیره‌سازی موشک‌های هسته‌ای خود در استان هبئی است. این مرکز احتمالاً در کوه‌های تایهانگ واقع شده‌است.
در ۹ ژانویه ۲۰۱۴، یک وسیلهٔ پروازی گلایدکننده و فراصوت چینی (HGV) به نام WU-14 ظاهراً در حال پرواز با سرعتی بالا بر فراز چین مشاهده شد. این پرنده، توسط پنتاگون به‌عنوان یک وسیلهٔ حمل موشک اَبَرصوت با قابلیت نفوذ به سیستم دفاع موشکی آمریکا و حمل کلاهک‌های هسته‌ای تأیید شد. طبق گزارش‌ها، WU-14 برای پرتاب به‌عنوان آخرین مرحله از یک موشک بین‌قاره‌ای چینی با سرعت ۱۰ ماخ یا ۱۲٬۳۶۰ کیلومتر بر ساعت (۷٬۶۸۰ مایل بر ساعت) طراحی شده‌است.
دو مقالهٔ فنی چینی از دسامبر ۲۰۱۲ و آوریل ۲۰۱۳ نشان می‌دهد که چین به این نتیجه رسیده‌است که سلاح‌های اَبَرصوت «یک تهدید جدید هوافضا» هستند و آن‌ها در حال توسعهٔ سیستم‌های هدایت دقیق ماهواره‌ای هستند. چین پس از روسیه و ایالات متحده سومین کشوری است که وارد «مسابقه تسلیحاتی اَبَرصوت» شده‌است. نیروی هوایی ایالات متحده، هواگرد نمایش‌دهندهٔ فناوری بوئینگ ایکس-۵۱ را به پرواز درآورده است و نیروی زمینی ایالات متحده نیز پروژهٔ حمله سریع جهانی را آزمایش کرده‌است. چین بعداً پرواز آزمایشی موفقیت‌آمیز یک «وسیلهٔ پرندهٔ تحویل موشک اَبَرصوت» را تأیید کرد، اما ادعا کرد که این وسیله، بخشی از یک آزمایش علمی بوده و به‌سوی هدفی خاص، پرتاب نشده‌است.
مرکز اطلاعات ملی هوا و فضای نیروی هوایی ایالات متحده تخمین زده‌است که تا سال ۲۰۲۲ تعداد کلاهک‌های هسته‌ای چین که قادر به رسیدن به ایالات متحده هستند، می‌تواند به بیش از ۱۰۰ موشک برسد.
در ژوئن ۲۰۲۱، مرکز مطالعات عدم اشاعه جیمز مارتی، دریافت که چین در حال ساخت یک میدان از سیلوهای موشکی جدید خود در گانسو در غرب چین است. بر اساس تصاویر ماهواره‌ای، ۱۱۹ سیلوی موشکی برای موشک‌های بالستیک قاره‌پیما در نزدیکی شهر یومن چین، در حال ساخت است. در ماه ژوئیه، فدراسیون دانشمندان آمریکایی متوجه شد که ۱۱۰ سیلوی موشکی دیگر در هامی، سین‌کیانگ ساخته شده‌است. سیلوهای پرتاب موشک در این دو پروژه، بیش از ده برابر تعداد سیلوهای موشک‌های قاره‌پیمای فعال کنونی چین است.
طبق گزارش فایننشال تایمز و وال‌استریت جورنال، در ژوئیه ۲۰۲۱، چین موشک اَبَرصوت دور زمین‌گَرد را آزمایش کرد که شامل پرتاب موشک دیگری از این وسیله در سرعت بسیار بالا بود. این دو روزنامه نوشتند که این آزمایش نشان می‌دهد که چین در حال توسعه تسلیحات استراتژیک با قابلیت حمل سلاح هسته‌ای است که از آن چیزی که تصور می‌شد، پیشرفته‌تر است. این موضوع، باعث غافل‌گیری مقامات پنتاگون شد. نه ایالات متحده و نه روسیه توانایی مشابهی را از خود نشان نداده‌اند که مستلزم پرتاب موشک از وسیلهٔ پروازی مادری است که با سرعتی معادل پنج برابر سرعت صوت حرکت می‌کند. بر اساس گزارش فایننشال تایمز، این سیستم تسلیحاتی، از دو بخش تشکیل شده‌است: یک سیستم بمباران مداری کسری (FOBS) و یک وسیلهٔ پروازی اَبَرصوت (HGV).

## بُرد موشک‌ها

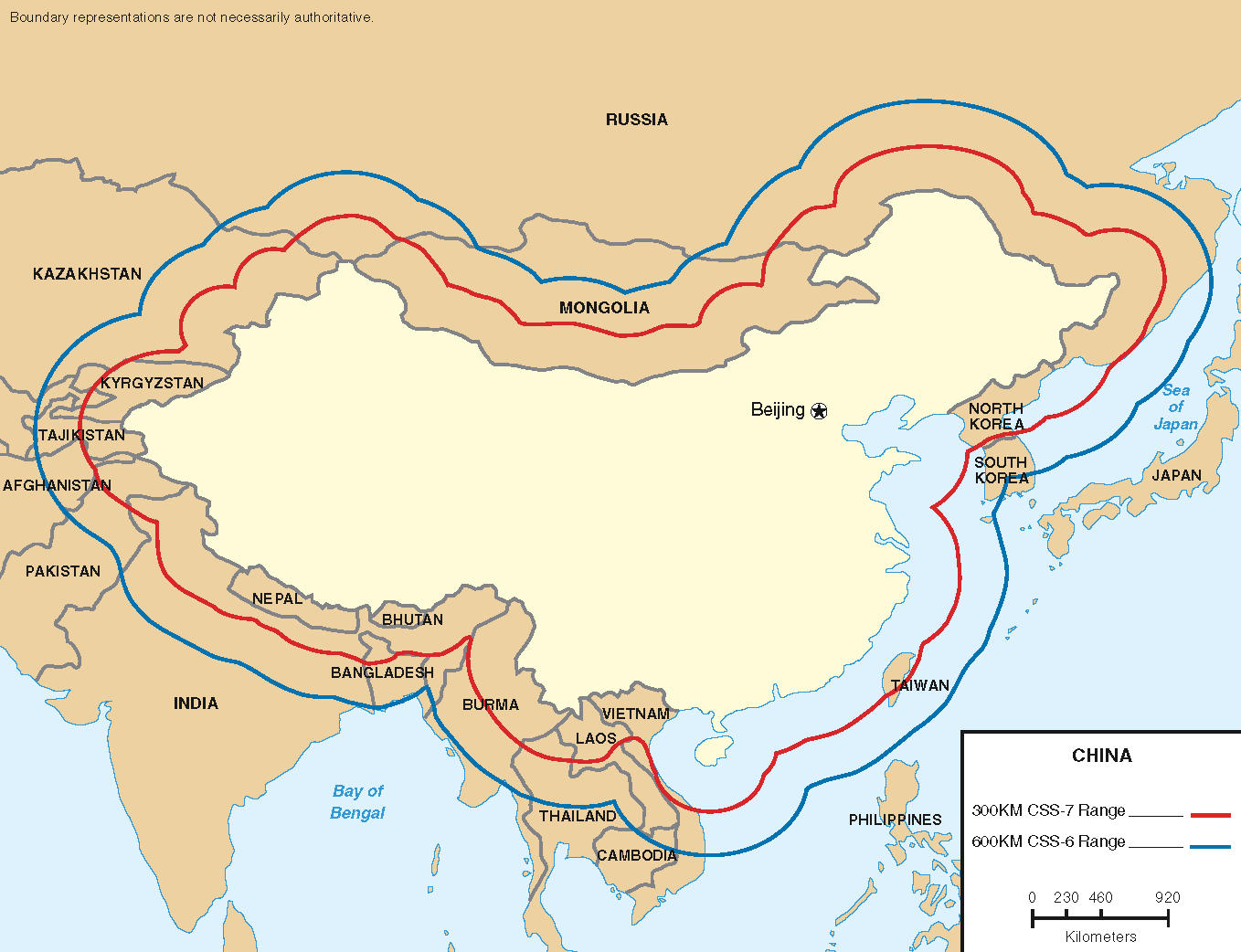
حداکثر بُرد موشک‌های بالیستیک کوتاه‌بُرد چین (۲۰۰۶)
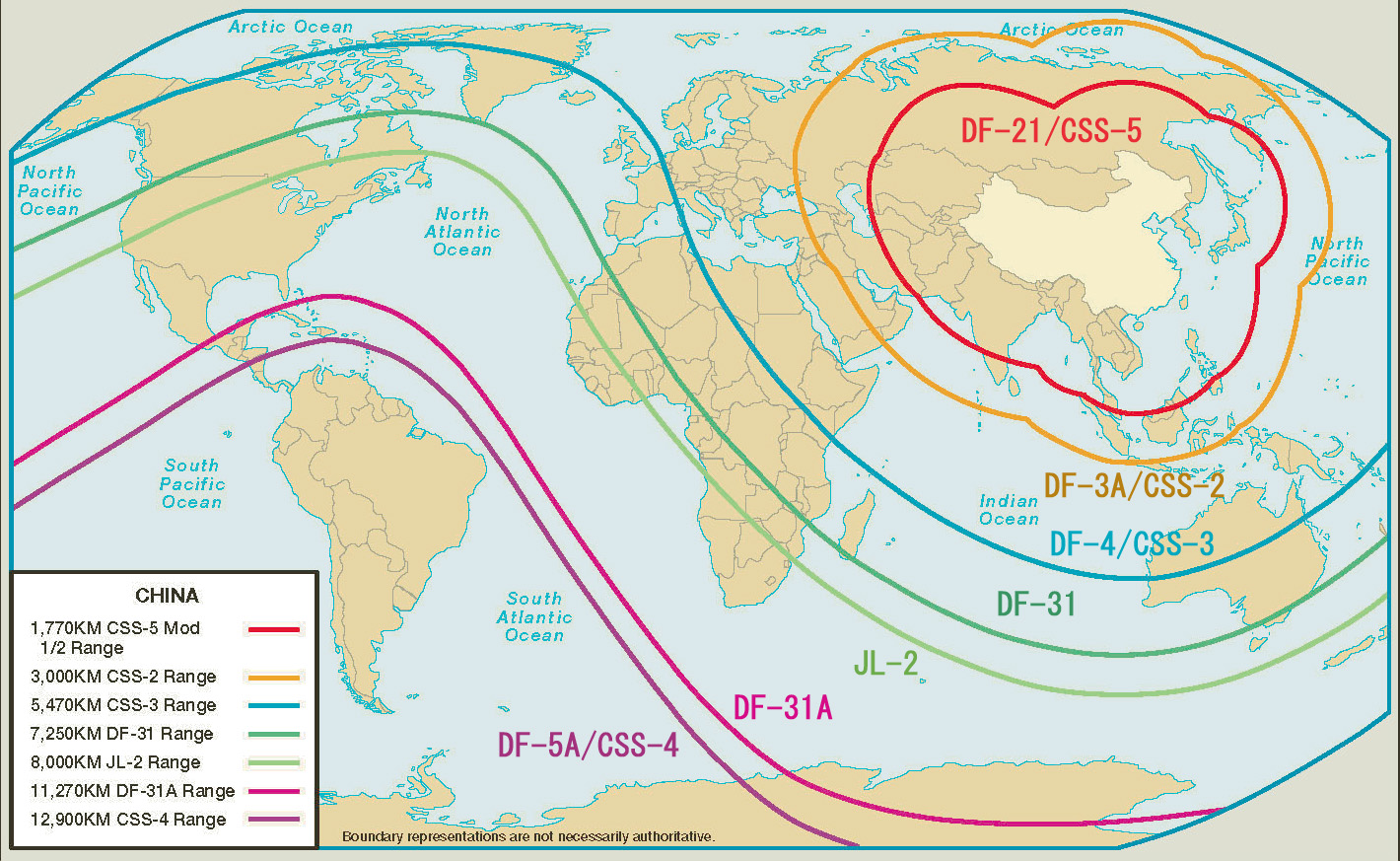
بُرد موشک‌های بالستیک قاره‌پیمای چین (۲۰۰۷)

## موشک‌های فعال

### وسیلهٔ نقلیهٔ هوایی گلایدکنندهٔ اَبَرصوت
- DF-ZF

### موشک‌های بالیستیک قاره‌پیما[۱۹]
- دی‌اف-۴۱: ۱۰~۲۰
- DF-31B: ۲۰~۳۰
- DF-31A: ۳۰~۵۰
- DF-31: ۸
- DF-5C: ۱۰~۱۵
- DF-5B: ۱۰~۲۰
- DF-5A - ۱۰~۲۰
- DF-4: ۲۰~۳۵

### موشک‌های بالیستیک میان‌بُرد
- دی‌اف-۲۶: ۲۰۰

(مارس ۲۰۱۹)
(دسامبر ۲۰۲۱)

### موشک‌های بالیستیک دوربُرد
- DF-21
- موشک بالیستیک ضدکشتی دی‌اف-۲۱دی: ۵۰
- DF-21C: ۱۰۰
- DF-21A: ۲۰۰
- DF-17
- DF-16: ۵۰

### موشک‌های بالیستیک کوتاه‌برد
- DF-15B: ۳۵۰
- DF-15A: ۵۰۰
- DF-11A: ۱۲۰۰
- ام۲۰
- بی‌پی-۱۲اِی
- پی-۱۲
- بی-۶۱۱اِم

### موشک‌های کروز
- سی‌جِی-۱۰اِی: ۵۰۰
- همهٔ انواع: ۳۰۰۰[۲۲]

## موشک‌های منسوخ شده
- DF-3A, CSS-2: در خدمت فعال از ۱۹۷۱ تا ۲۰۱۴

## سازماندهی
نیروی موشکی ارتش خلق چین در پایگاه‌هایی که گاهی ارتش نامیده می‌شوند، سازماندهی شده‌است. هر پایگاه، تعدادی تیپ و هر تیپ، تعدادی گردان را فرماندهی می‌کند. به‌عنوان یک قاعدهٔ کلی، هر پایگاه بین ۳ تا ۵ تیپ، با ترکیبی از تیپ‌های جنگ‌افزارهای هسته‌ای و متعارف، عمل می‌کند. پایگاه ۶۱ استثنا است و اعتقاد بر این است که دارای ۷ تیپ است که همه آن‌ها متعارف هستند.
به‌کارگیری موشک‌های بالیستیک متعارف و کنترل سلاح‌های هسته‌ای، در سطح کمیسیون نظامی مرکزی، فرماندهی می‌شود.

## سکوهای پرتاب و حمل
- TA580/TAS5380
- TA5450/TAS5450
- HTF5680A1
- WS2300
- WS2400
- WS2500
- WS2600
- WS21200 (به‌طور انحصاری توسط پاکستان استفاده می‌شود)
- WS51200 (مورد استفاده منحصراً توسط کره شمالی)

## کامیون‌های حمل
- هانیانگ HY4260
- هانیانگ HY4330

## عملیات در عربستان سعودی
پروژه چرخ طلایی نیروی موشکی ارتش خلق چین، (ویکی‌پدیای چینی: 金轮工程) از زمان تأسیس نیروی استراتژیک موشکی سلطنتی سعودی در سال ۱۹۸۴، با اختصاص موشک‌های بالیستیک میان‌برد دی‌اف-۳ و دی‌اف-۲۱ در عربستان سعودی همکاری می‌کند.